# فلورين زامفاريسسي
فلورين زامفاريسسي (بالرومانية: Florin Zamfirescu)‏ هو مخرج وممثل روماني، ولد في 12 أبريل 1949 في رومانيا. من الجوائز التي نالها نيشان الاستحقاق الروماني.

## أعمال

### أفلام
- (2013) وضعية الطفل

## جوائز
- نيشان الاستحقاق الروماني

## وصلات خارجية
- فلورين زامفاريسسي على موقع IMDb (الإنجليزية)
- فلورين زامفاريسسي على موقع ألو سيني (الفرنسية)
- فلورين زامفاريسسي على موقع أول موفي (الإنجليزية)
- فلورين زامفاريسسي على موقع قاعدة بيانات الأفلام السويدية (السويدية)
- فلورين زامفاريسسي على موقع قاعدة بيانات الأفلام السويدية (السويدية)
- فلورين زامفاريسسي على موقع قاعدة بيانات الفيلم (الإنجليزية)
- فلورين زامفاريسسي على موقع كينوبويسك (الروسية)